# 赵连芳
赵连芳（1894年5月6日—1968年5月7日），字蘭屛，河南罗山县人，农学家、细胞遗传学家，中央研究院院士，中国水稻育种和良种推广的先驱者。

## 生平[1]
趙連芳在14岁時加入中国同盟会。1922年毕业于北京清华学校。1923年公费入读美国爱荷华州立农工学院。1924年入读威斯康星大学攻读遗传与细胞学，1925年取得硕士学位，1926年取得博士学位。1927年在康奈尔大学研究细胞学。1928年在金陵大学农艺系任教。1929年至1932年任國立中央大学农学院教授、农艺系主任。1934至1935年担任全国经济委员会农业处处长。1943至1947年在农林部任职。1948年在農會中區当选第一届立法委员。1958年当选中央研究院生命科学组院士。
江西陸軍講武堂將校班畢業，北京清華學校畢業，美國伊俄華大學農學士、威斯康辛大學農學碩士及遺傳學博士，金陵大學農學院教授，國立中央大學教授兼農藝系主任兼稻作技師，全國經濟委員會農業處處長，全國稻麥改進所簡任技正兼稻作組主任兼實業部稻米檢驗監理處處長，中央農業實驗所簡任技正兼稻作系主任兼四川省農業改進所所長，農林部參事，台灣省行政長官公署農林處處長兼台灣省農林公司董事長，農林部技監，台灣大學教授兼農藝系主任。國泰漁業股份有限公司董事長。
1968年5月7日在高雄市立民生醫院病故。